# 沃納氏突吻魚
沃納氏突吻魚（学名：Varicorhinus werneri）为輻鰭魚綱鯉形目鲤科的其中一種，該物種於1929年Maximillian Holly描述及命名，分布於非洲喀麥隆南方，體長可達10公分。

## 扩展阅读
維基物種上的相關：沃納氏突吻魚